# Запоріжжя-Ліве
Запорі́жжя-Лі́ве — вузлова сортувальна залізнична станція Запорізької дирекції Придніпровської залізниці на перетині електрифікованих ліній Вільнянськ — Імені Анатолія Алімова та Запоріжжя-Ліве — Запоріжжя II. Розташована у східній частині Заводського району міста Запоріжжя.
Станція обслуговує підприємства лівобережного промислового комплексу Запоріжжя: «Запоріжсталь», «Дніпроспецсталь», «Запоріжкокс», «Запоріжвогнетрив» 
До станції примикає 6 перегонів:
- Запоріжжя-Ліве — Запоріжжя II
- Запоріжжя-Ліве — Імені Анатолія Алімова
- Запоріжжя-Ліве — Роз'їзд 11 км
- Запоріжжя-Ліве — Південна («Запоріжкокс»)
- Запоріжжя-Ліве — Східна («Запоріжсталь»)
- Запоріжжя-Ліве — Силікатна («Запоріжвогнетрив»)

В межах станції розташовані чотири парки: А, Б, В, Л та структурний підрозділ ВЧД-9 «Вагонне депо Запоріжжя-Ліве» та сортувальна гірка середньої потужності.

## Історія
Станція відкрита у 1934 році для обслуговування лівобережного промислового комплексу міста Запоріжжя. 
У 1935 році електрифікована постійним струмом в складі дільниці Запоріжжя — Довгинцеве.
У листопаді 2021 року неподалік від станції Запоріжжя-Ліве виставлено на продаж залізничну гілку завдовжки 152 метри з відведеною ділянкою землі 0,75 га. Вона розташована поряд із заводом «Кремнійполімер» та проходить вздовж «Запорізького титано-магнієвого комбінату».

## Пасажирське сполучення
На станції Запоріжжя-Ліве зупиняються лише приміські поїзди, що прямують до кінцевих станцій Запоріжжя II, Лозова та Синельникове I.

## Галерея

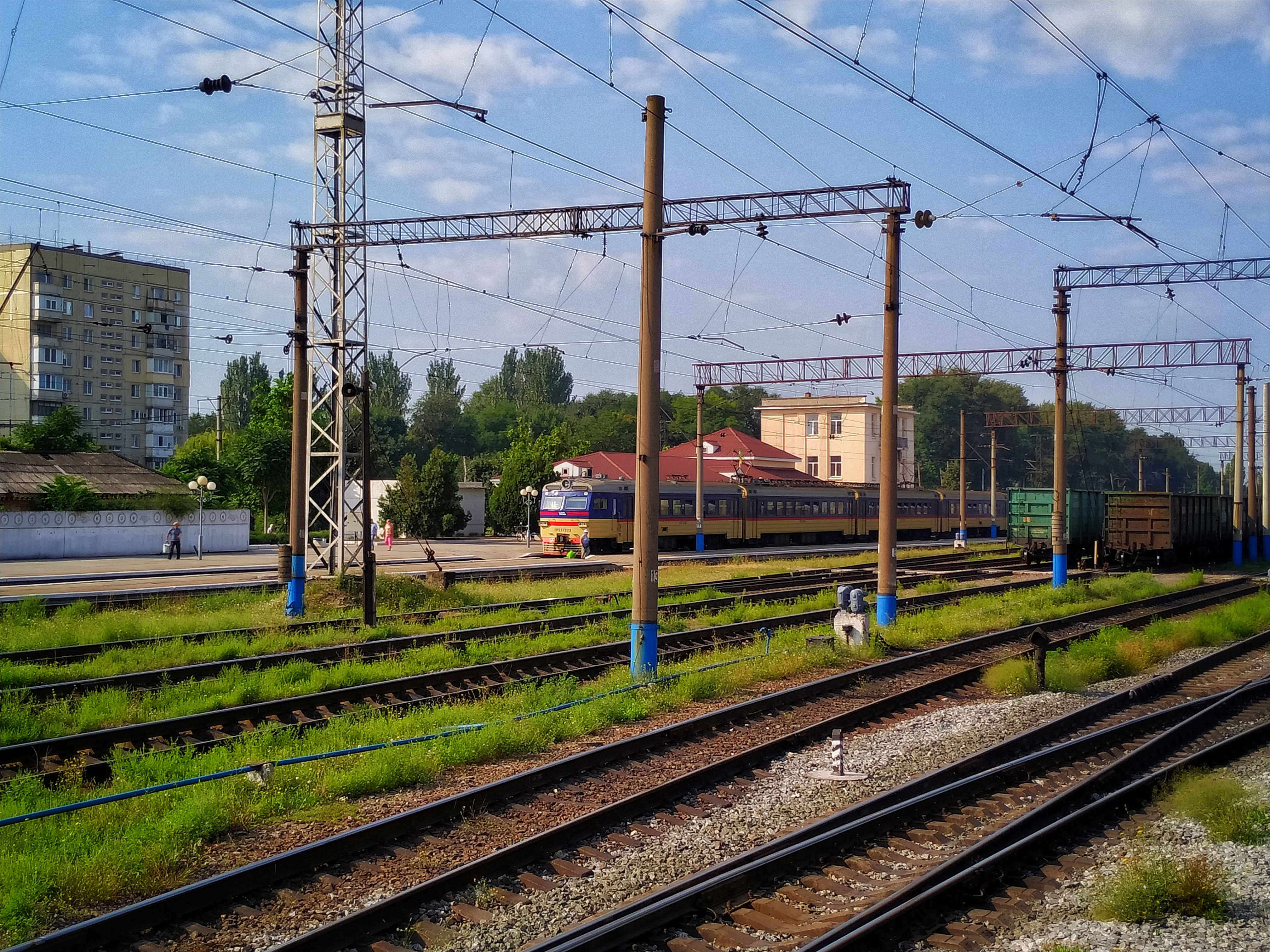
Сортувальний папк А
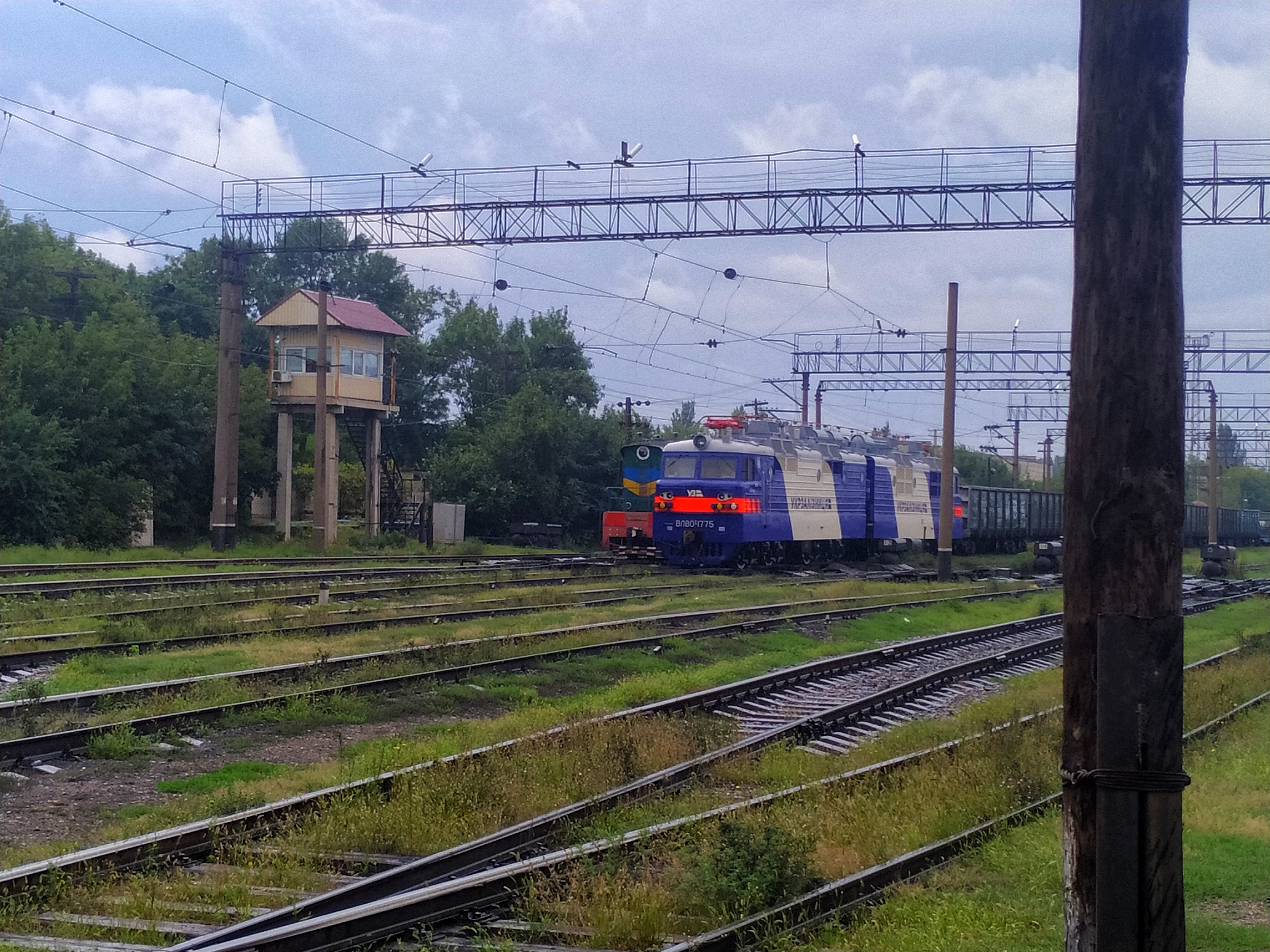
Сортувальний парк Б
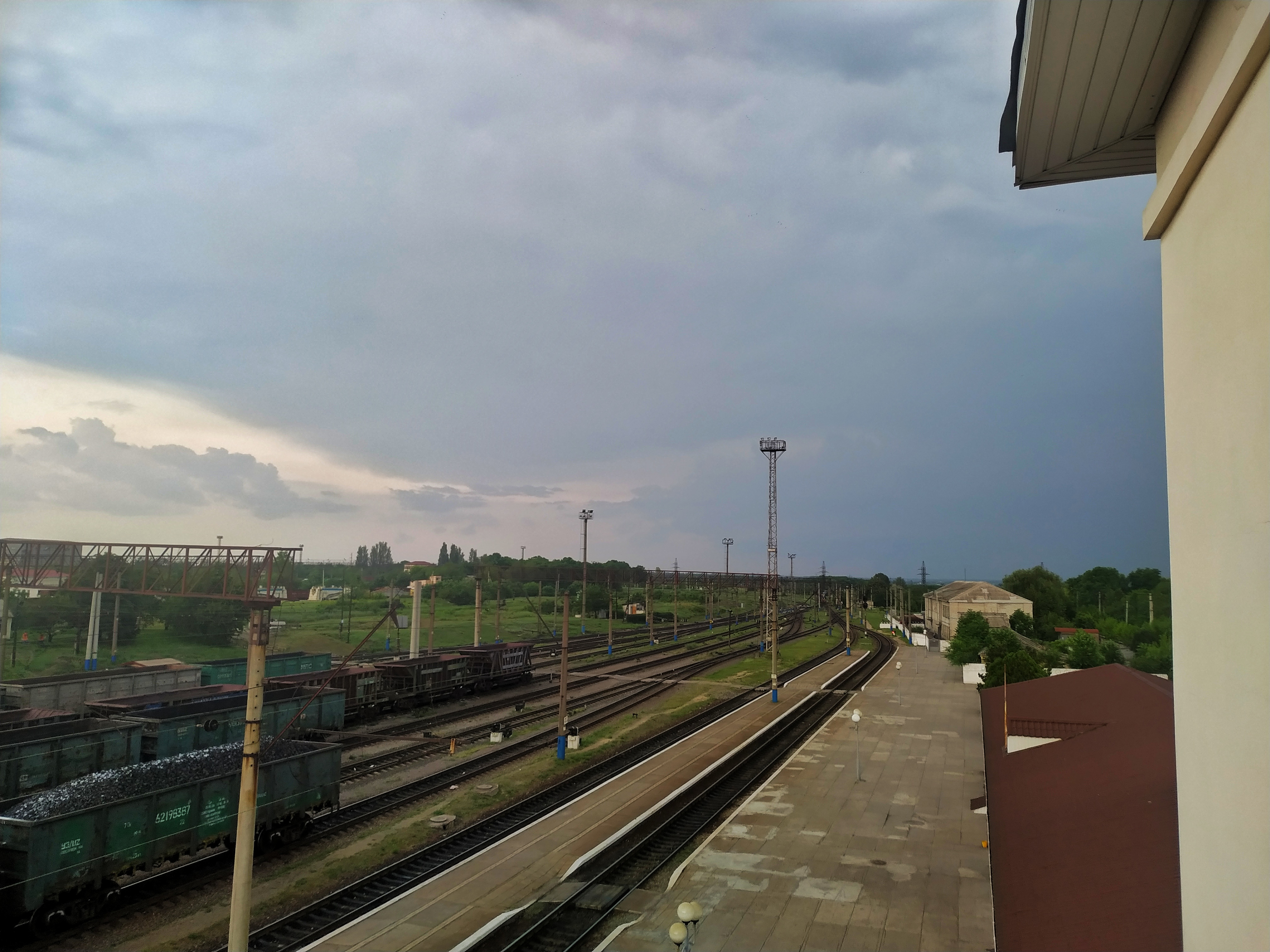
Панорама станції
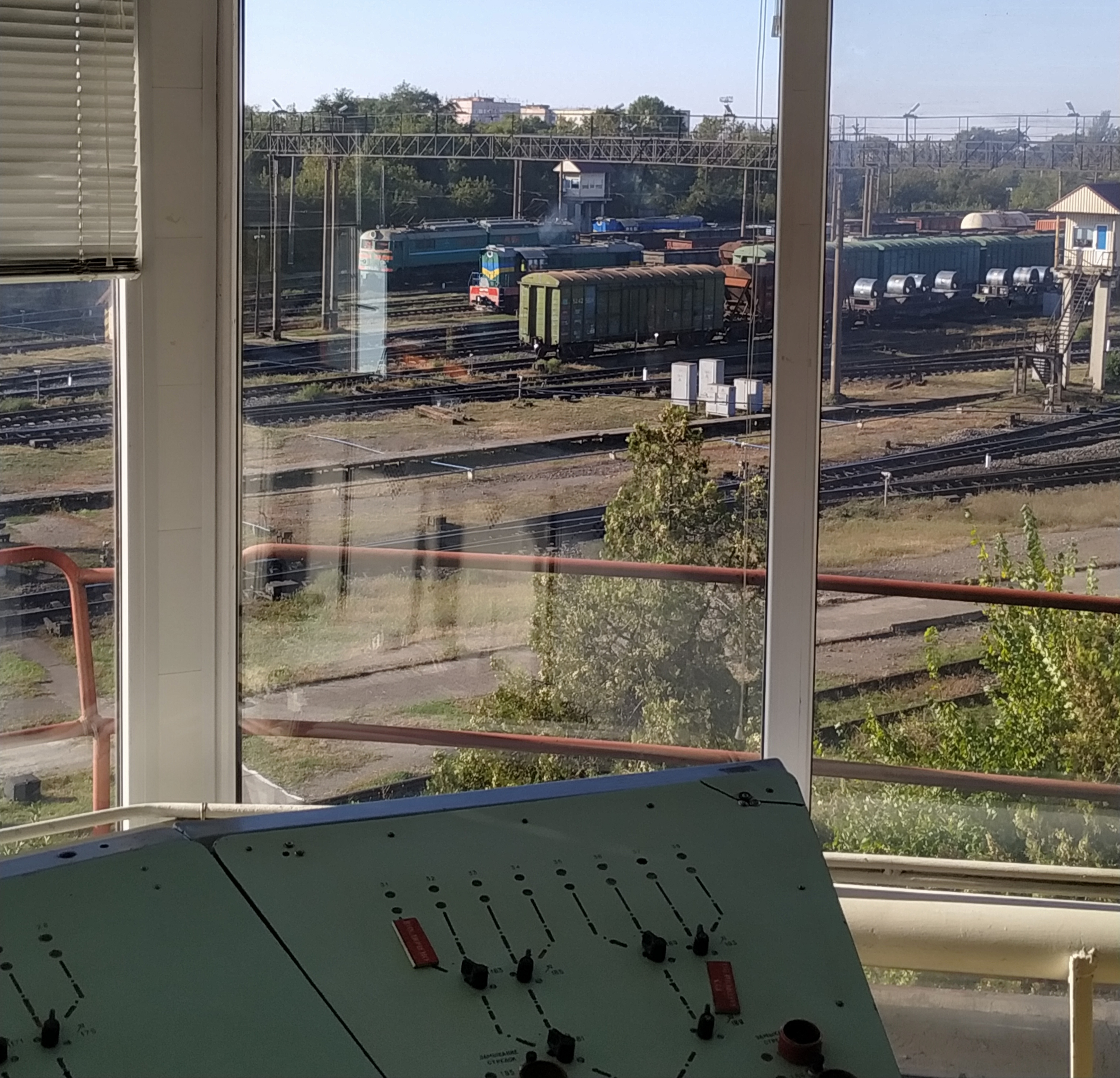
Робоче місце оператора сортувальної гірки
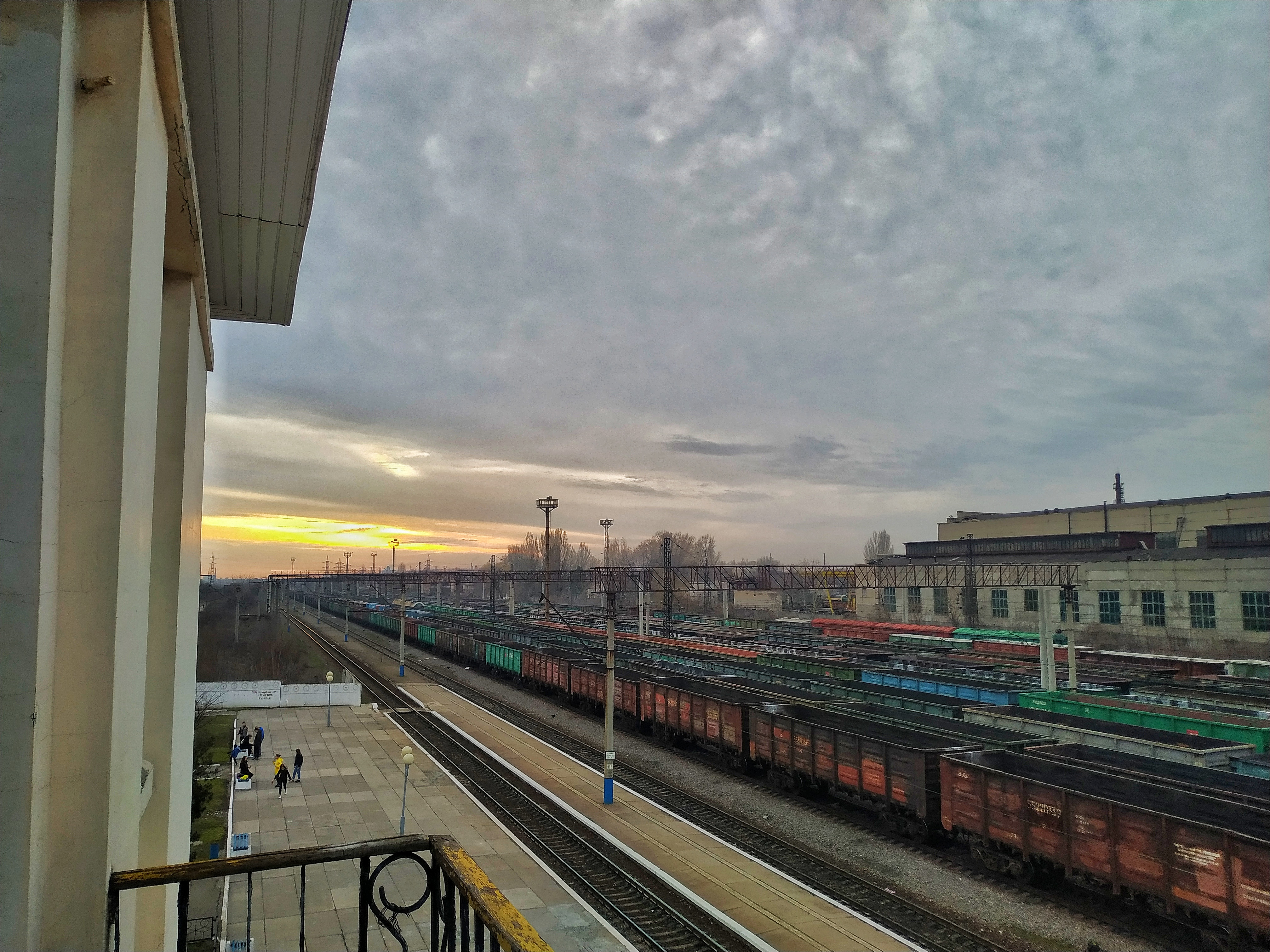
Пост ЕЦ
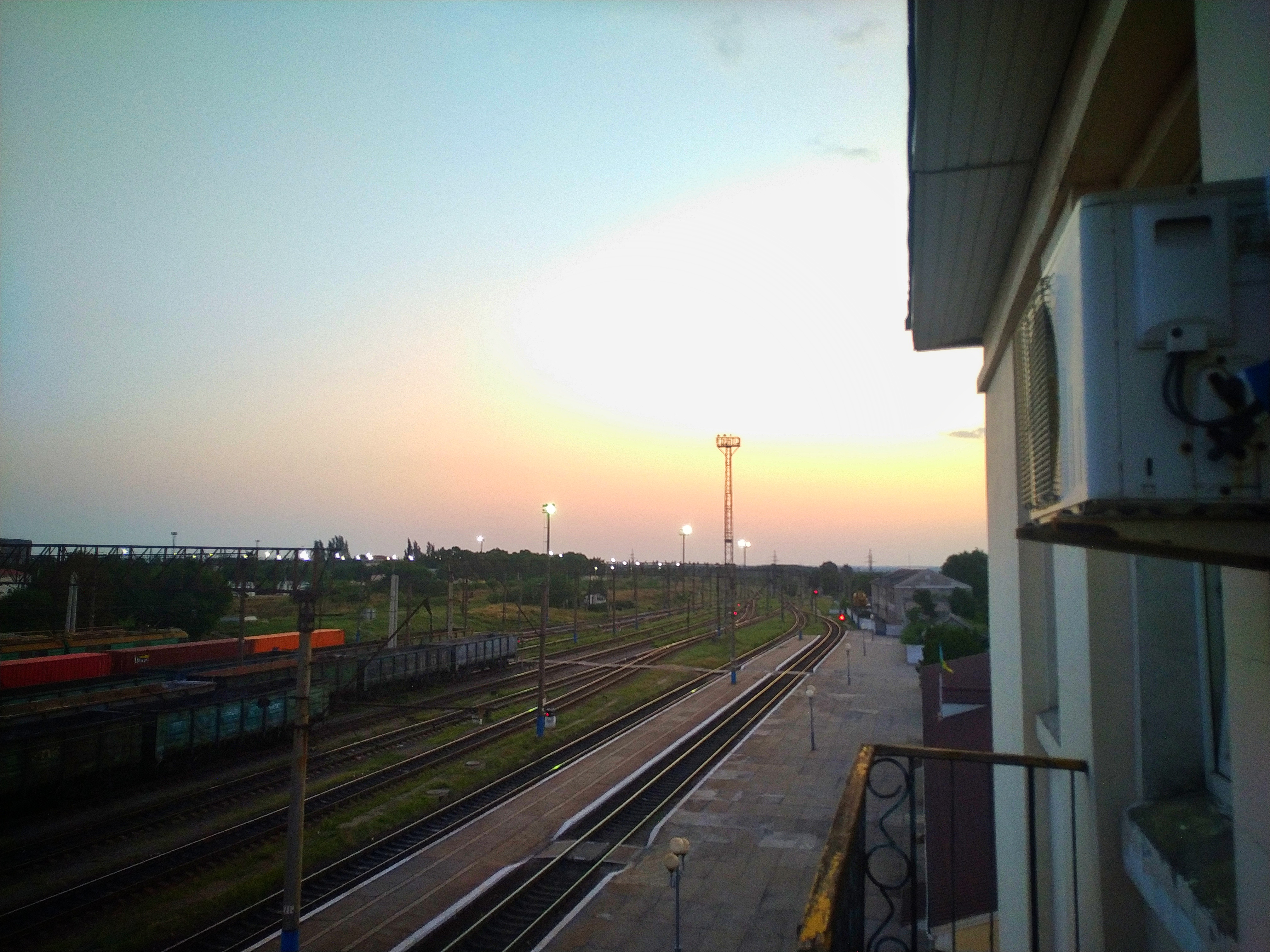
Вигляд станції з посту ЕЦ